# Kırşehir
Kırşehir è una città della Provincia di Kırşehir, in Turchia.